# 東斯普林克里克鎮區 (密蘇里州登特縣)
東斯普林克里克鎮區（英語：Spring Creek East Township）是位於美國密蘇里州登特縣的一個行政鎮區。

## 地方資料
東斯普林克里克鎮區的面積為107.10平方千米，當中陸地面積為106.53平方千米，而水域面積為0.57平方千米。根據2020年美國人口普查的數據，當地共有人口3902人，而人口密度為每平方千米36.43人。